# Cololejeunea falcata
Cololejeunea falcata là một loài Rêu trong họ Lejeuneaceae. Loài này được (Horik.) Benedix mô tả khoa học đầu tiên năm 1953.